# Аль-Уахди, Закария
Закария Аль-Уахди (нидерл. Zakaria El Ouahdi; род. 31 декабря 2001, Хобокен, Фламандский регион) — марокканский футболист, полузащитник клуба «Генк». Участник Олимпийских игр 2024 в Париже.

## Клубная карьера
Аль-Уахди — воспитанник клубов «Рупель Бум» и РВДМ47. 14 августа 2021 года в матче против «Мускрон-Перювельз» он дебютировал в Челленджер Про Лига в составе последних. 3 октября в поединке против «Дейнзе» Закария забил свой первый гол за РВДМ47. В 2023 году игрок помог клубу выйти в элиту. 29 июля в матче против «Генка» он дебютировал в Жюпиле лиге. Летом того же года Аль-Уахди перешёл в «Генк». 8 октября в матче против «Гента» он дебютировал за новую команду. 

## Международная карьера
В 2023 году в составе олимпийской сборной Марокко Таха стал победителем домашнего молодёжного чемпионата Африки (до 23 лет). На турнире он сыграл в матчах против команд Гвинеи, Ганы, Мали и Египта. В поединке против малийцев Закария забил гол.
В 2024 году Аль-Уахди был включён в заявку олимпийской сборной Марокко на участие в Олимпийских играх в Париже. На турнире он сыграл в матчах против команд Аргентины, Украины, Ирака, США, Испании и Египта.

## Достижения
Международные
Марокко (до 23)
- Победитель молодёжного чемпионата Африки (до 23 лет) — 2023